# سد گوگووکیائو
سد گوگووکیائو (به لاتین: Gongguoqiao Dam) یک سد و نیروگاه برقابی در چین است که در Yunlong County, Dali Bai Autonomous Prefecture, Yunnan واقع شده است.